# Musikalitet
Musikalitet är ett samlingsbegrepp för olika förmågor förknippade med musiklyssnande och musikskapande. Begreppet innefattar förmågan att uppfatta skillnader i bland annat tonhöjd, rytm och harmonier. Man brukar skilja mellan tre typer av musikalisk begåvning: att kunna uppfatta musik (musikalisk receptivitet), att kunna reproducera musik samt att kunna skapa musik (musikalisk kreativitet). Man kan jämföra olika yrkesgrupper som använder sig av sin musikalitet på ena eller andra sättet. Nedan följer de vanligaste:
Att bli en god musikkritiker förutsätter musikalisk receptivitet. Denna ska kunna uppfatta musiken så bra att den kan jämföra flera tolkningar och berätta vilken den finner mest smakfull.
En god, klassiskt skolad musiker ska förutom att kunna avkoda en notbild korrekt också framföra musiken på ett 'musikaliskt' sätt. Här i ligger att ta hänsyn till gällande uppförandepraxis samt att levandegöra musiken genom rytmiska och dynamiska tolkningar på ett för lyssnaren tillfredsställande och ett för stycket rättvisande sätt. 
Musikalisk kreativitet, förmågan att skapa musik, är en essentiell begåvning för att kunna bli en god kompositör och improvisatör. Improvisation och komposition är alltså intimt förknippande med varandra.
En god dansare ska kunna omsätta musiken i rörelse med hjälp av sina taktila och kinestetiska sinnen.